# María Ana Mogas Fontcuberta
María Ana Mogas Fontcuberta (Hostal del Lledoner, Corró d'Avall, 13 de enero de 1827 - Fuencarral, Madrid, 3 de julio de 1886), fue una religiosa, fundadora de las Franciscanas Misioneras de la Madre del Divino Pastor. Se la venera como beata por la Iglesia católica.

## Biografía
Era la tercera hija de cuatro hermanos. Sus padres eran Lorenzo y Magdalena que trabajaban en las tareas del campo y en la atención a viajeros en su casa-hostal. A principios de 1834, cuando ella contaba tan sólo 7 años de edad, fallece su padre. En 1840, inesperadamente también, muere su madre. Con apenas 13 años María Ana queda sola y marginada por lo que su madrina de bautismo, Dª María Mogas, viuda y sin hijos, se la lleva a Barcelona.
A finales de 1848 María Ana, que cuenta con 21 años, se entera de que dos capuchinas exclaustradas se dedican a ayudar a niñas pobres y que son un verdadero testimonio de vida franciscana. Se llamaban Isabel Yubal y María Valdés. Las orienta el P. José Tous, capuchino exclaustrado. Desde que las conoce siente que el Señor la llama a unirse a ellas.
Pero ni Mosén Gorgas –su director espiritual– ni su familia dan el consentimiento necesario. Serán necesarios unos meses hasta que su director espiritual le diga:

"María Ana, ¿sabes que te llama Él?

Y se centró en Dios.

## Vocación
María Ana, el 13 de junio de 1850, contando con 23 años de edad, deja todo para seguir su vocación. Se dirige a Ripoll, donde las jóvenes capuchinas han abierto una escuela. La realidad que encuentra es confusa. Las tensiones existentes ponen de relieve que hace falta encontrar otro estilo de vida.
Hay que nombrar responsable del grupo. Por unanimidad sale elegida María Ana Mogas. Un mes después, Isabel Yubal, consciente de que su verdadera vocación es la vida contemplativa, regresa al convento de clausura. En junio de 1851 -a sus 24 años- María Ana emite los votos de pobreza, castidad y obediencia como franciscana y queda al frente de la pequeña fundación. 
En los años siguientes, a medida que se van incorporando nuevas jóvenes y se solicita su presencia en diversas localidades, se inicia lentamente la expansión: Capellanes (Barcelona, 1858), San Quirico de Besora (Barcelona, 1859), Barcelona (1862).
En 1865, María Ana llega a Ciempozuelos cerca de Madrid, para abrir una nueva comunidad. Tras diversas tentativas, se instala definitivamente en la capital de España dedicándose plenamente a la educación cristiana de niñas pobres y desamparadas desde su condición de religiosas franciscanas. Distintas calles de la Villa y Corte irán albergando el lugar donde se sitúe la comunidad y el colegio. 
La fundación de Madrid había sido ocasión de variados malentendidos de los que el P. Tous, para evitar preocupaciones y comentarios, no informa a las hermanas de Cataluña. Esto conducirá a un creciente alejamiento, agravado por la muerte del P. Tous en 1871. En 1872, momento de máxima distancia entre ambas zonas, unas y otras presentan, por separado y ya con significativas diferencias internas, nueva redacción de Constituciones, en un caso al obispo de Barcelona y en el otro al Arzobispo de  Toledo.    
María Ana al frente de las hermanas de Madrid, centra ahora su acción en la configuración decisiva del Instituto. En medio de este proceso se van abriendo cada vez más casas a lo largo de la geografía española. La virtud y buen hacer de María Ana y sus hermanas es el reclamo para que varios prelados españoles las llamen a sus diócesis y, todavía en vida de la fundadora, cuando su salud física declina, su obra adquiere fortaleza y arraigo: Fuencarral (Madrid) con el colegio Sagrado Corazón, Córdoba (fundada para la atención de enfermos en sus domicilios), Toledo, Santander y otros pueblos abren sus puertas a la madre Mogas y a sus hijas.

## Su enfermedad
Tantos acontecimientos, una vida tan intensa, no deja de pasar factura en la persona misma de la Fundadora: a sus 51 años (1878), se ve afectada por un primer ataque de apoplejía. Con ello se iniciará un gradual agotamiento del que nunca ya se recuperará totalmente, antes al contrario, se irá agravando cada día más. En 1884 escribía: 

«Les pido por amor de nuestro Señor Jesucristo que me digan en qué las he ofendido: yo estoy pronta a ponerme en camino para postrarme a los pies de todas…».

A finales de mayo de 1886, muy enferma ya, se retira a la localidad de Fuencarral, donde muere el día 3 de julio de ese mismo año a las 12 de la mañana. Tenía 59 años. Sus últimas palabras recogen abreviadamente toda una vida de fidelidad, de entrega y constituyen un auténtico tesoro espiritual para el Instituto: 

«Amaos como yo os he amado, y sufríos como yo os he sufrido. Caridad, caridad verdadera. Amor y sacrificio».

Se la encontró en el Colegio Sagrado Corazón al lado del pozo del colegio, muerta. La entierran en el cementerio de Santa Ana de la localidad, posteriormente es trasladada a la capilla del colegio. En 1936 en el contexto de la guerra civil española, su cuerpo desapareció, encontrado en 1967 es devuelto a la capilla del colegio donde reposa actualmente.

## Beatificación
Profundamente afectados por semejante pérdida, cuantos la conocieron decían "ha muerto una santa". El proceso informativo de sus virtudes se inició en Madrid el 5 de marzo de 1949 y concluyó el 28 de mayo de 1963. Los teólogos examinaron todos sus escritos teológicos y declararon que estos últimos cumplían con el magisterio de la fe, según decreto oficial declarado en octubre de 1965.
La causa de canonización se introdujo el 11 de junio de 1977 siendo declarada Sierva de Dios por el Papa Pablo VI, después de que la Congregación para las Causas de los Santos (CCS) iniciara la causa formal. Una comisión histórica diocesana había iniciado una investigación que duró de 1978 a 1988. Los historiadores se reunieron el 9 de mayo de 1989 para aprobar la causa y la CCS validó su proceso el 1 de diciembre de 1989. La CCS recibió la Positio en 1990 y la pasó a los teólogos consultores, el 3 de junio de 1994 para su aprobación. La CCS aprobó la causa el 18 de octubre. El Papa Juan Pablo II la proclamó Venerable el 15 de diciembre de 1994 tras confirmar su vida de virtudes heroicas.
Después de que se validada un milagro el 5 de marzo de 1996, el papa San Juan Pablo II aprobó el resultado el 25 de junio y la beatificó el 6 de octubre, estableciendo que la fiesta de la nueva Beata/Santa se celebre esa fecha. Una iglesia en Madrid lleva su nombre.